# Ejido Independencia
Ejido Independencia är en ort i Mexiko.   Den ligger i kommunen Sombrerete och delstaten Zacatecas, i den centrala delen av landet, 700 km nordväst om huvudstaden Mexico City. Ejido Independencia ligger 2 298 meter över havet och antalet invånare är 423.
Terrängen runt Ejido Independencia är huvudsakligen platt, men österut är den kuperad. Runt Ejido Independencia är det glesbefolkat, med 16 invånare per kvadratkilometer. Närmaste större samhälle är Charco Blanco, 7,1 km sydväst om Ejido Independencia. Omgivningarna runt Ejido Independencia är i huvudsak ett öppet busklandskap.